# Sileo S12
A Sileo S12 a német-török Sileo buszgyártó 12 méter hosszú, akkumulátoros elektromos, alacsonypadlós szóló busztípusa.

## Technológia és felszerelés
A hajtás elektromos portáltengelyen keresztül történik két vízhűtéses aszinkron motorral (egyenként 120 db kW) a ZF Friedrichshafen szállítótól (ZF AVE 130). Az első tengely (ZF RL 82 EC Rigid Portal) és a kormányrendszer (ZF 8098 Servocom) is a ZF-től származik.
Az akkumulátor a jármű tetőszerkezetében kapott helyet, alapfelszereltségként 230 kWh kapacitású lítium-vas-foszfát akkumulátort használnak, mely 230-300 km-es hatótávolságot tesz lehetővé. Az akkumulátor 340 egyedi felügyelt és szabályozott cellából áll (egycellás terhelés, SCL). A csatlakoztatott terheléstől függően a busz 4-100 kW töltési teljesítménnyel tölthető.
Igény szerint a busz két vagy három kétszárnyú utasajtóval is rendelhető.

## Helyszínek
A helyi tömegközlekedésben az új járműkoncepciók tesztelésének részeként a járművet 2015-ben több közlekedési vállalat is tesztelte, többek között Bonnban, Aachenben, Hannoverben és Ludwigsburgban.

### Aalen
Az Omnibus-Verkehr Aalen (OVA) egy AA-OV 840 rendszámú Sileo S12-est üzembe helyezett és 2016. december 22-én bemutatta a nagyközönségnek az aaleni vasútállomás előterén.
2015 júliusában az SWB Bus und Bahn céggel megállapodtak az első megrendelésről hat Sileo S12 busz szállítására. Ezeket 2016 elejétől kívánják használni az Európai Unió által finanszírozott ZeEUS (Zero Emission Urban Bus Systems) projekt részeként. Az első két autóbuszt 2016. január végén adták át, és kezdetben tesztvezetésre (vezetőképzésre) használták. Mind a hat autóbusz április vége óta közlekedik. A hibák miatt azonban a finanszírozási projekt 2018 nyarán lezárulta után az összes buszt viszonylag gyorsan visszaküldték.

### Bréma
2016. május 17-én egy Sileo S12-t szállítottak a Bremer Straßenbahn AG-hoz (BSAG). A jármű 2016. július 18-a óta üzemel, a 29-es és az 52-es vonalakon közlekedik.

### Lübeck
A Lübeck-Travemünder Verkehrsgesellschaft (LVG) és a Stadtverkehr Lübeck GmbH (SL) egy-egy Sileo S12-t kapott. 2019 júniusában ideiglenesen leállították a két buszt.

### Salzgitter
Egy európai szintű tendert követően 2016 végén két Sileo S12 elektromos járművet szállítottak a KVG Braunschweighez, amelyek 2017 februárja óta üzemelnek.

### Sylt
A Sylter Verkehrsgesellschaft (SVG) 2016. október 17-én üzembe helyezte a Sileo S12-t. A busz az első rendszeresen közlekedő elektromos busz Schleswig-Holsteinben, és az NF-SV 216 rendszámot kapta. A hozzávetőlegesen 500 000 eurós beszerzési költségekből 135 550 eurót a Szövetségi Közlekedési és Digitális Infrastruktúrával foglalkozó Minisztérium fedezett.

### Trier
2018 decemberében a Stadtwerke Trier (SWT) új generációs Sileo S12-t kapott, amelyet az 5-ös vonalon kellett használni. 2019 első felében további két Sileo S12-t szállítottak ki. A Sileo S12 járművek vezetési tilalma miatt az SWT buszok jelenleg nem közlekednek. Az SWT vissza akarja adni a járműveket, és kilép az adásvételi szerződésből.

## Webes hivatkozások
- A gyártó Sileo weboldala
- A Sileo S12 műszaki adatai (PDF) Archiválva 2016. november 12-i dátummal a Wayback Machine-ben

## Fordítás
Ez a szócikk részben vagy egészben  a   Sileo S12 című német Wikipédia-szócikk ezen változatának fordításán alapul.  Az eredeti cikk szerkesztőit annak laptörténete sorolja fel. Ez a jelzés csupán a megfogalmazás eredetét és a szerzői jogokat jelzi, nem szolgál a cikkben szereplő információk forrásmegjelöléseként.